# Сєїт
Сєїт — залізохромний мінерал з класу оксидів із формулою Fe2+Cr2O4. Це член групи шпінелі та поліморф хроміту, що утворюється під високим тиском.
Виявлений у зразках, взятих із метеорита Суйчжоу, що впав у 1986 році в окрузі Зенду в Китаї.